# Christian Felix Weiße

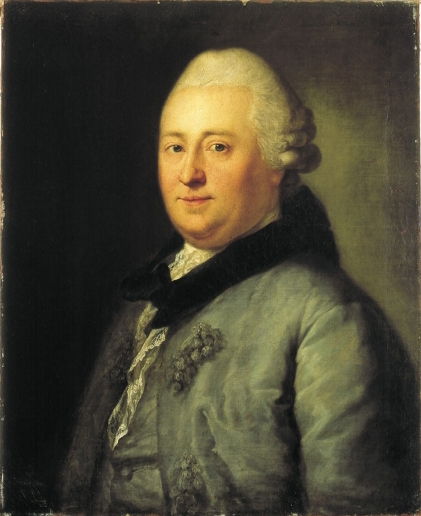
Christian Felix Weiße, Gemälde von Anton Graff, ca. 1769, Gleimhaus Halberstadt

Christian Felix Weiße (* 28. Januar 1726 in Annaberg; † 16. Dezember 1804 in Stötteritz) war ein deutscher Dichter, Schriftsteller und Pädagoge in der Zeit der Aufklärung. Weiße zählt zu den bedeutenden Vertretern der Aufklärung und bedeutendsten Autoren des literarischen Rokoko und gilt als Begründer der deutschen Kinder- und Jugendliteratur.

## Leben

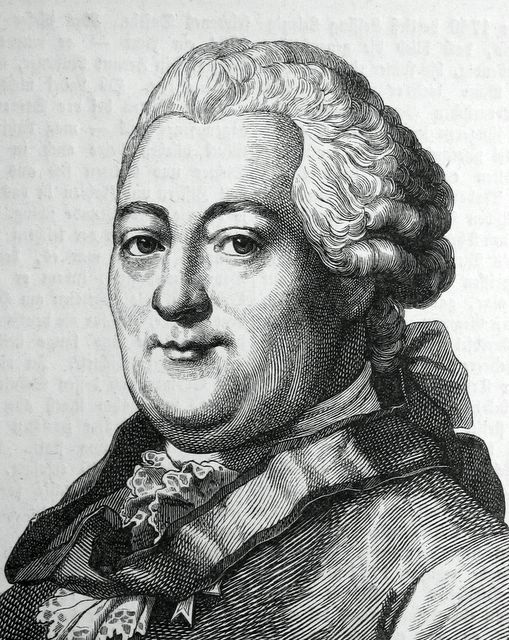
Christian Felix Weiße

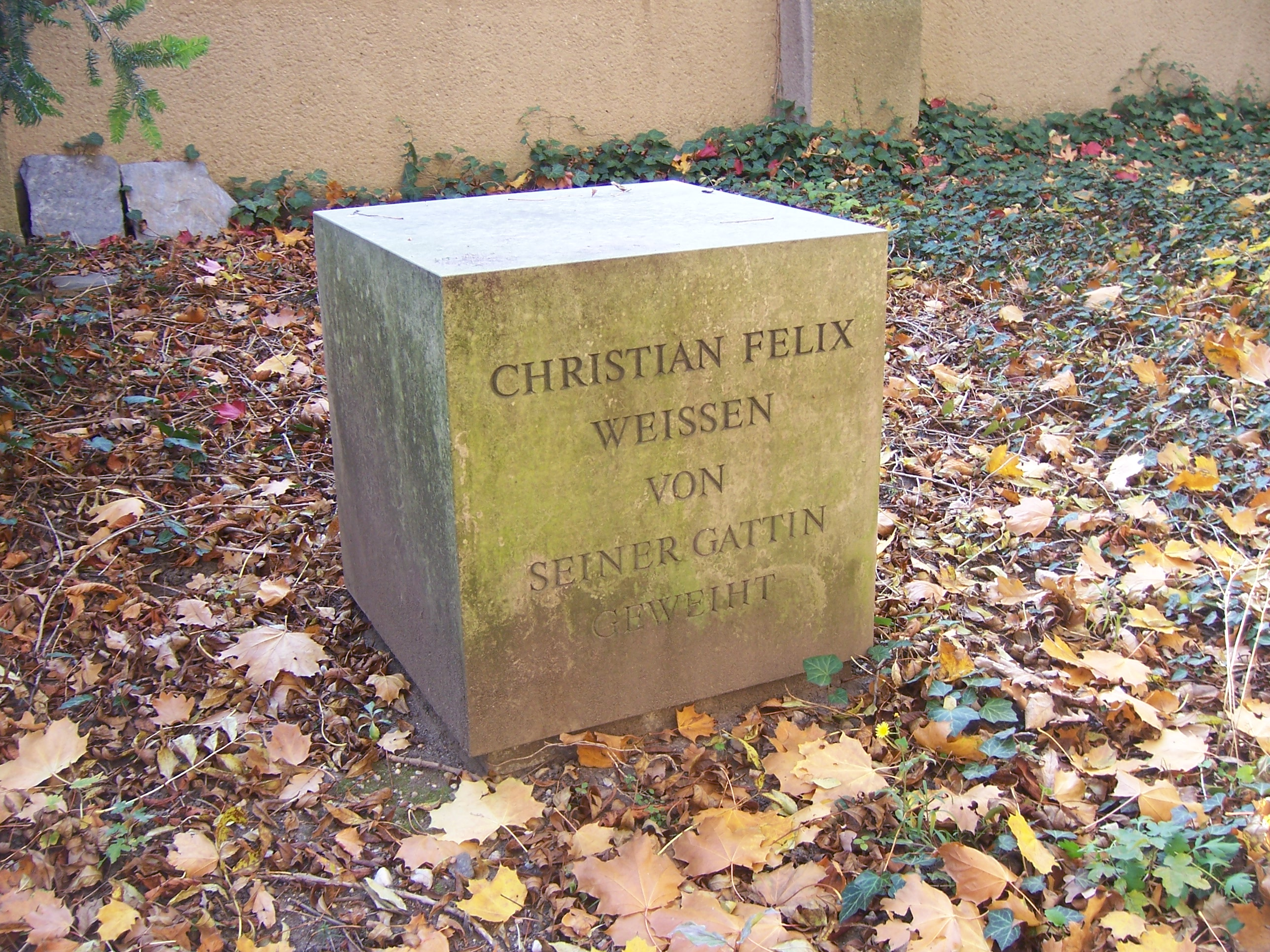
Gedenkstein für Christian Felix Weiße auf dem Alten Johannisfriedhof in Leipzig

Christian Felix Weiße wurde 1726 als Sohn von Christian Heinrich Weiße, Rektor der Lateinschule im erzgebirgischen Annaberg und Lehrer für orientalische und neuere europäische Sprachen, und dessen Ehefrau Christiane Elisabeth geb. Kleemann, geboren. Als er ein halbes Jahr alt war, zog die Familie nach Altenburg, wo er ab dem zehnten Lebensjahr das Gymnasium besuchte. Zu dieser Zeit unternahm er seine ersten lyrischen Versuche.
Später übersiedelte seine Familie nach Leipzig. Von 1745 bis 1750 studierte er an der dortigen Universität Philologie und Theologie. Während seines Studiums lernte er u. a. Christian Fürchtegott Gellert, Friederike Caroline Neuber, Gottlieb Wilhelm Rabener und Ewald Christian von Kleist kennen, die sowohl Verehrer als auch Kritiker seiner Werke waren. Mit dem ebenfalls befreundeten Gotthold Ephraim Lessing fertigte er für die Bühne von Friederike Caroline Neuber Rohübersetzungen französischer und später englischer Theaterstücke (u. a. Trauerspiele) ins Deutsche an.
Nach Beendigung seines Studiums nahm Weiße eine Stelle als Hofmeister beim Grafen Johann Heinrich von Geyersberg an. 1759 übernahm er auf Wunsch des befreundeten Friedrich Nicolais die Redaktion der Bibliothek der schönen Wissenschaften und der freyen Künste, die mit ihren Nachrichten aus Frankreich, Italien und England „eine Zeitschrift von europäischem Rang“ war. Im selben Jahr reiste er mit seinem Schüler Johann Heinrich von Geyersberg nach Paris. Aus Paris zurück, kündigte Weiße seine Hauslehrerstelle und ging als Gesellschafter des Grafen Schulenburg nach Schloss Burgscheidungen an der Unstrut.
1761 wurde Weiße Kreissteuereinnehmer in Leipzig und erbte 1790 das Rittergut Stötteritz bei Leipzig. Möglich wurde dies u. a. durch das Mäzenatentum des Grafen Schulenburg.
Weiße war die „Zentralfigur“ der Aufklärung in Leipzig. Neben seiner anakreontischen Lyrik (die unter anderen Wolfgang Amadeus Mozart vertonte) und seinen Dramen hatte Weiße sehr großen Erfolg mit seiner Zeitschrift Der Kinderfreund, die von 1775 bis 1782 in 24 Bänden erschien und als erste Kinderzeitschrift Deutschlands gilt. Diese Zeitschrift wurde ab 1784 unter dem Titel „Briefwechsel der Familie des Kinderfreundes“ in 12 Bänden fortgesetzt. Seine Kindergedichte wurden u. a. von Johann Adolf Scheibe und Johann Adam Hiller vertont.
Am 16. Dezember 1804 starb Christian Felix Weiße in Stötteritz. Sein Grab befindet sich auf dem Alten Johannisfriedhof.

## Familie
Christian Felix Weiße war mit Christiane Platner verheiratet, welche 1813 verstorben ist. Aus dieser Ehe ist der Sohn, der Historiker Christian Ernst Weiße bekannt. Christian Felix Weiße war der Patenonkel des Naturwissenschaftlers Theodor Grotthuß.

## Ehrungen
Zu Weißes 100. Geburtstag, am 28. Januar 1826, wurde auf Anregung des Annaberger Superintendenten Carl Heinrich Gottfried Lommatzsch im Friedrichsaal des Museums (heute Erzhammer/Haus des Gastes) die „Weiße-Stiftung-Annaberg“ als „Versorgungsanstalt für notleidende Knaben“ gegründet. Als Vorstand der Stiftung wirkte viele Jahre Weißes Schwiegersohn, Samuel Gottlob Frisch. Sechshundert Kinder bildeten auf dem Marktplatz ein großes „W“ und begingen „ab sechs Uhr die Feyerlichkeiten im Locale des Museums. Die Zöglinge der Weißischen-Stiftung erschienen in ihrer Kleidung im blauen Tuch. Auf der ersten Reihe der Sitze saßen die Pflegeeltern“, berichtet das Annaberger Tageblatt am 29. Januar 1826.
Die Weißestraße in (Leipzig-)Stötteritz ist nach ihm benannt. Auch in Annaberg-Buchholz trägt eine Straße seinen Namen, jedoch ist diese seit Jahren falsch, weil „Weise-Straße“ geschrieben.

## Zitat
Zu einem geflügelten Wort wurden die Anfangszeilen seines Gedichts Der Aufschub:
„Morgen, morgen, nur nicht heute!
Sprechen immer träge Leute“.

## Werke (Auswahl)

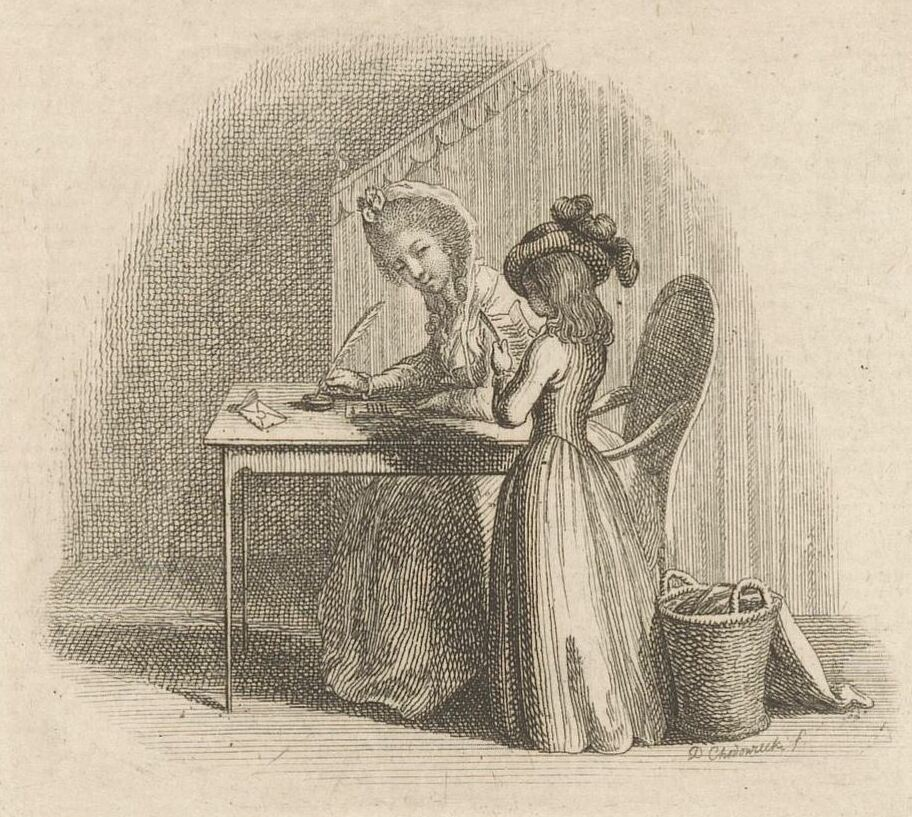
Titelvignette zu „Briefwechsel der Familie des Kinderfreundes“, von Daniel Chodowiecki

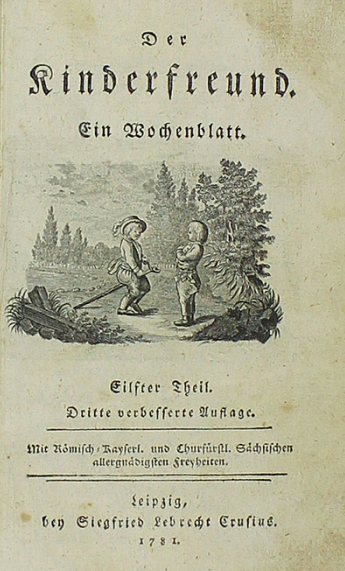
Kinderzeitschrift Der Kinderfreund (theil 11, 1781).

### Libretti für deutsche Singspiele
- Der Teufel ist los (1752), Musik (1766): Johann Adam Hiller
- Die Liebe auf dem Lande (1768), Musik (1768): Johann Adam Hiller

### Lyrik
- Amazonen-Lieder. Leipzig 1762 (Digitalisat in der Digitalen Bibliothek Mecklenburg-Vorpommern)

### Komische Opern
- Die Jagd (1770), Musik: Johann Adam Hiller
- Die verwandelten Weiber (1778)
- Der lustige Schuster (1778)
- Der Dorfbalbier (1778)

### Lustspiele
- Amalia (1765, publiziert 1766)
- Die Freundschaft auf der Probe (1768)
- Die Poeten nach der Mode: Ein Lustspiel in drey Aufzügen (1771). Hrsg. von Konrad Eckhof
- Lustspiele, 3 Bände (1783)
- Der Krug geht so lange zu Wasser, bis er zerbricht; oder der Amtmann. Ein Schauspiel in Einem Aufzuge (1786). Neuausgabe mit einem Nachwort hrsg. von Alexander Košenina. Wehrhahn, Hannover 2013, ISBN 978-3-86525-354-5.

### Tragödien
- Die Befreyung von Theben. Ein Trauerspiel in fünf Aufzügen. Dyck, Leipzig 1764. (Digitalisat)
- Trauerspiele. 5 Bände. 1776–1780.

### Jugend- und Sachbücher
- Kleine Lieder für Kinder. 1766.
- Lieder für Kinder. Weidmann, Leipzig 1767 (Digitalisat und Volltext im Deutschen Textarchiv).
- Neues ABC-Buch. Nebst einigen kleinen Uebungen und Unterhaltungen für Kinder. Crusius, Leipzig 1772. (Digitalisat)
- Der Kinderfreund. 24 Bände. 1775–1782.
- Briefwechsel der Familie des Kinderfreundes. 12 Bände. 1784–1792.
- Achthundert neue noch nie gedruckte Räthsel. 1791.

### Autobiografie
- Christian Felix Weißens Selbstbiographie. 1806 (Digitalisat).

### Übersetzungen
- Edward Moore: Fabeln für das schöne Geschlecht von E. Moore. Aus dem Englischen von Christian Felix Weisse. Weidmann & Reich, Leipzig 1762.
- Louis-Sébastien Mercier: Das Jahr zwey tausend vier hundert und vierzig. Ein Traum aller Träume. London, Schwickert in Leipzig, 1. Aufl. 1772. (Digitalisat)